# Casa Malaparte

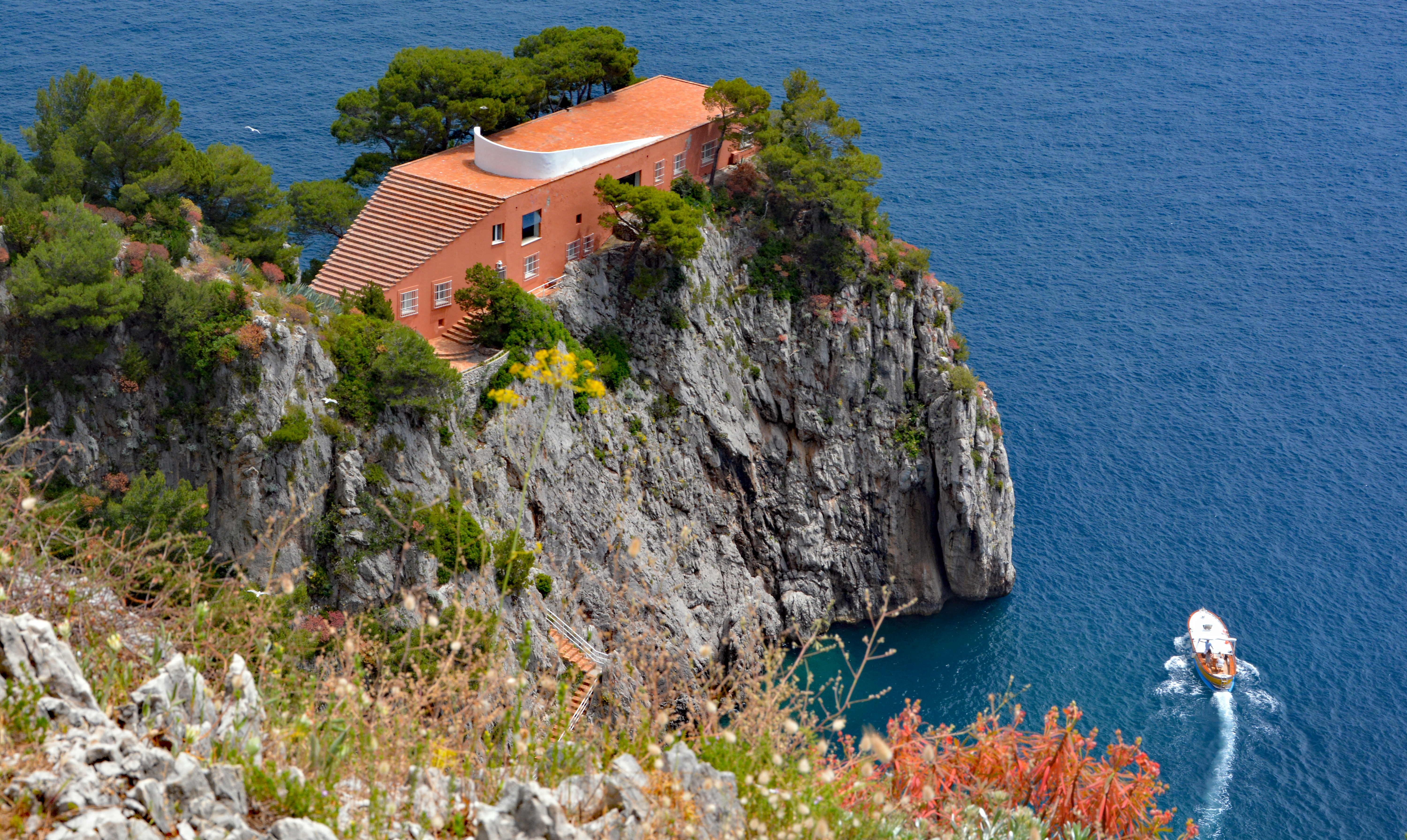
Vista de la villa desde lo alto.

La Casa Malaparte es una obra arquitectónica moderna de 1937 considerada por mucho tiempo como del arquitecto racionalista italiano Adalberto Libera y actualmente atribuida a su dueño, el escritor Curzio Malaparte, construida en uno de los más bellos parajes del mundo, en un costado de un acantilado sobre el Mediterráneo, al este de Capri, en Italia.

## Historia
El diseño de la casa fue designado en principio al arquitecto italiano Adalberto Libera en 1937, por el escritor también italiano Curzio Malaparte. Malaparte rechaza el esquema inicial por considerarlo racionalista y lineal; comparándolo con un bunker o una prisión, además de lejano al espíritu mediterráneo. Finalmente el arquitecto y el escritor discuten al comenzar la obra, y es el mismo Malaparte quien con la ayuda de albañiles locales dirige y culmina el proyecto.
De esta forma es un error asignar el proyecto a Libera pues para el propio Curzio Malaparte, el arquitecto tan solo firmó unos planos.
La Casa Malaparte estuvo abandonada durante mucho tiempo tras la muerte de Curzio Malaparte. Muy dañada por el tiempo y por el vandalismo, perdió incluso su suntuosa estufa de cerámica antes de realizarse un largo y costoso programa de restauración en los años 1980-1990.
Fue dejada en herencia por el escritor a la República Popular de China. El legado fue impugnado por la familia de Malaparte. Fue su sobrino-nieto, Niccolo Rositani, el artífice de la restauración y preservación de esta arquitectura excepcional, en la que numerosos empresarios italianos han participado.

## Arquitectura
La Casa Malaparte es un paralelepípedo de albañilería roja entallada por una monumental escalera en pirámide invertida que conduce a una cubierta plana-solarium. Un muro blanco en curva libre se desarrolla sobre el tejado. La Casa Malaparte está implantada en un acantilado abrupto, 32 m por encima del mar Mediterráneo, dominando el Golfo de Salerno. El acceso a la propiedad solo es posible a pie desde Capri o bien por el mar gracias a una escalera tallada en el acantilado.
Demasiado voluminoso para salir del edificio, la mayor parte del mobiliario original permanece todavía en la casa. La bañera de mármol del dormitorio principal del escritor está siempre lista. Su dormitorio y su biblioteca están igualmente intactos.
El arquitecto Robert Venturi se preguntó al visitar esta casa: «¿Estas escaleras llevan al infinito...?».

## Actualidad
La Casa Malaparte es ahora un lugar de estudio para los arquitectos y aficionados del mundo entero. Algunos eventos culturales se celebran habitualmente en ella.
El acceso a la casa exige atravesar la isla. Los últimos veinte metros de marcha discurren por una propiedad privada perteneciente a la Fundación Ronchi. El trayecto representa una hora y media de marcha desde la Piazzetta de Capri, en la cumbre del funicular de Marina Grande. La Casa Malaparte es igualmente accesible desde el mar, únicamente con calma, ya que las rocas afloran y hacen el acceso muy peligroso. Una escalera de 99 peldaños conduce a nivel de la casa.
Los interiores y exteriores de la Casa Malaparte (particularmente la cubierta patio) aparecen en la película de 1963 de Jean-Luc Godard Le Mépris, con Brigitte Bardot y Michel Piccoli.

## Galería de fotos

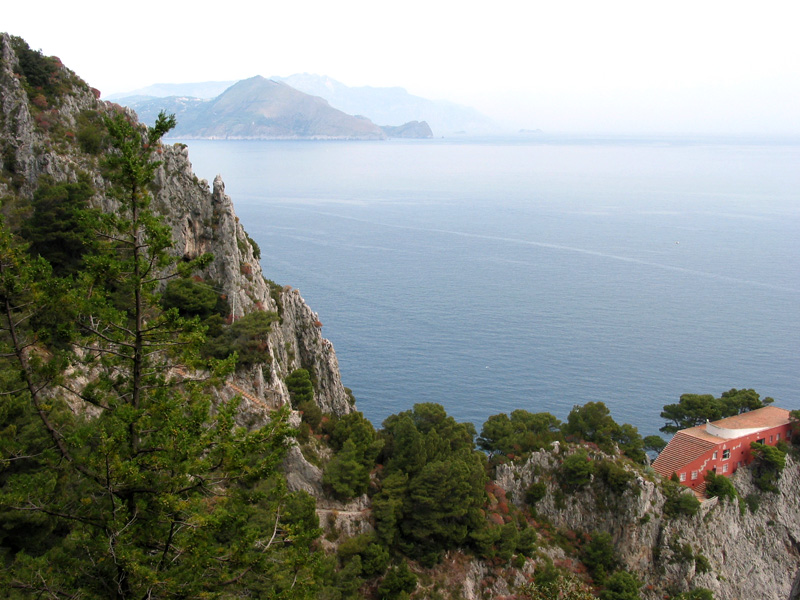
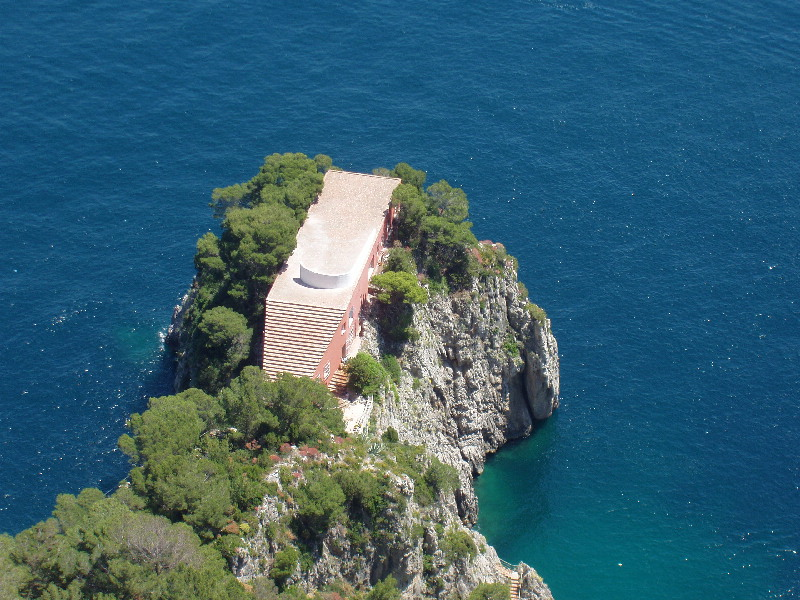